# Zabij albo zgiń
Zabij albo zgiń (ang.: Kill or Be Killed) – amerykańska seria komiksowa autorstwa Eda Brubakera (scenariusz) Seana Phillipsa (rysunki), wydawana jako miesięcznik przez Image Comics od sierpnia 2016 roku do czerwca 2018 roku. W Polsce ukazała się w formie tomów zbiorczych nakładem wydawnictwa Non Stop Comics w latach 2017–2018.

## Fabuła
Akcja serii, utrzymanej w konwencji thrillera, rozgrywa się w Nowym Jorku i opowiada historię 28-letniego Dylana, doktoranta, który na skutek nieszczęśliwej miłości popada w depresję. Po nieudanej próbie samobójczej Dylana nawiedza demon i nakazuje mu zabijanie jednej osoby każdego miesiąca. Mężczyzna początkowo uznaje, że doświadczył halucynacji, jednak z czasem odczuwa coraz silniejszą potrzebę zbrodni. W końcu Dylan zabija pedofila, który molestował w dzieciństwie jego przyjaciela. Depresja Dylana ustępuje, jednak ma to swoją cenę – by podtrzymać lepszy stan psychiczny mężczyzna w kolejnym miesiącu dokonuje masakry w domu publicznym prowadzonym przez rosyjską mafię w Nowym Jorku. Rosjanie starają się znaleźć zabójcę i zemścić się na nim. Jednocześnie na trop Dylana wpada policjantka Lily Sharp.

## Tomy zbiorcze
| Tytuł i rok wydania polskiego | Tytuł i rok wydania oryginalnego | Zawartość                       |
| ----------------------------- | -------------------------------- | ------------------------------- |
| Tom 1 (2017)                  | Volume 1 (2017)                  | Kill or Be Killed zeszyty 1–4   |
| Tom 2 (2018)                  | Volume 2 (2017)                  | Kill or Be Killed zeszyty 5–10  |
| Tom 3 (2018)                  | Volume 3 (2018)                  | Kill or Be Killed zeszyty 11–14 |
| Tom 4 (2018)                  | Volume 4 (2018)                  | Kill or Be Killed zeszyty 15–20 |